# Geoffroy Tory
Geoffroy Tory (* 1480 in Bourges; † 1533 in Paris) war ein französischer Buchdrucker und Gelehrter. 1530 ernannte ihn Franz I. zum Buchdrucker des Königs („Imprimeur du Roi“).

## Leben
Geoffroy Tory wurde 1480 in dem Vorort Saint-Privé von Bourges geboren und studierte an der Philosophischen Fakultät von Bourges. Die Stadt Bourges galt als Zentrum der humanistischen Kultur.
Von 1505 bis 1506 unternahm Tory seine erste Reise nach Italien und studierte an der Sapienza-Universität von Rom sowie an der Universität Bologna. Zudem studierte er bei Philippe Beroalde und Jean-Baptiste le Pitoyable (Johannes Baptista Pius), stellte Kontakt zu italienischen Humanisten her und beendete mit dieser Reise sein Studium. Das Studium mit einer kulturellen Reise nach Italien zu beenden galt als Tradition im 16. Jahrhundert. Während dieser ersten Italienreise studierte auch Erasmus von Rotterdam an der Universität von Bologna. Seinen Aufenthalt in Bologna beendete Tory aufgrund des Todes seines Professors Philippe Beroalde im Jahr 1505.
Um 1506/1507 kehrte Tory nach Paris zurück, lehrte am Collège du Plessis, am Collège de Coqueret und später unterrichtete er Philosophie am Collège de Bourgogne (1513) und lebte in den darauffolgenden Jahren in Paris. 1512 heiratete er Perrette le Hulin und seine Tochter Agnès wurde geboren. 1515 unterbrach er seine Arbeit an der Universität, um erneut nach Italien zu reisen. Diese zweite Italienreise war jedoch keine kulturelle Reise, sondern sie gab Tory die Möglichkeit seine Kenntnisse zu erweitern und die Basis für seine spätere Aktivität im Buchdruck und in der Buchkunst zu schaffen.
Nach seiner Rückkehr 1518, verließ er die Universität, gründete Rue Saint-Jacques, ein Atelier für Holzschnitt und eröffnete eine Buchhandlung nahe der Pont Neuf in Paris. Im Jahr 1529 veröffentlichte er sein Werk Champfleury, in welchem er die Buchstaben des Alphabets mit den Proportionen des menschlichen Körpers in Verbindung brachte und neue typographische Druckbuchstaben entwickelte (Akzente, Apostroph, Cedille). Claude Garamond lernte bei ihm das Handwerk des Schriftschneidens.
Geoffroy Tory starb 1533 in Paris.

## Veröffentlichungen
Als Drucker:
- 1508: La Cosmographie de Pomponius Mela
- 1509: Eneas Sylvius
- 1510: Carmen
- 1512: De re aedificatoria von Leon Battista Alberti

Zudem brachte er auch historische Werke, lateinische Grammatiken und die Institutiones oratorie von Quintilian heraus. Weiterhin unterhielt Tory Kontakt zu den wichtigsten Buchdruckern in Paris und arbeitete als Korrektor bei Gilles de Gourmont, bei dem auch erste Textveröffentlichungen erschienen. Eine enge Beziehung hegte er vor allem zu Henri Estienne und Josse Bade seit dem Druck der Cosmographia und der Elegien von 1510. Vor der Veröffentlichung seines Buches Champfleury 1529 druckte er schon andere Bücher in Zusammenarbeit mit Simon de Colines.
Als Autor:
- 1513: Prosopopeia Neminis
- 1539: Aediloquium seu disticha, partibus aedium urbanarum et rusticarum suis quaque adscribenda
- 1529: Champ Fleury. Auquel est contenu l’art et science de la deue, et vraie proportion des lettres Attiques, lettres Antiques au Romaines

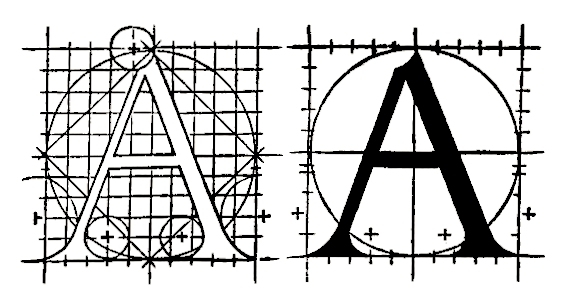
Buchstabe A aus Champ fleury, 1529

## Champfleury

### Allgemeines
Das Werk Champfleury erschien 1529 in Paris auf Französisch und ist eine Abhandlung über Fragen des Buchdruckes und der französischen Sprache.
Auf der Titelseite heißt es:

„CHAMPFLEURY, auquel est contenu l’art et science de la deue et vraye proportion des lettres attiques, qu’on dit autrement lettres antiques et vulgairement lettre romaines proportionnées selon le corps et visage humain.“

„Blumengarten, in dem die Kunst und Wissenschaft enthalten ist von der richtigen und wahren Proportion der attischen, auch antik und für gewöhnlich römisch genannten Lettern, nach dem Maß des menschlichen Körpers und Gesichte.“

Sinnbildlich steht le Champ Fleury (das blühende Feld) für das Paradies, den Ort, wo die Götter der Liebe regieren. Gleichzeitig erinnert das Werk an Antoine Vérards Le Jardin de Plaisance et fleur Rhétorique (1501). Die Werke von Tory und Vérard unterscheiden sich zwar inhaltlich, jedoch benutzen beide das Bild eines Blumenfeldes, um zu zeigen, dass jeder diese Blumen pflücken kann. Bezogen auf Champfleury bezeichnet Geoffroy Tory mit dem blühenden Feld die französische Sprache, welche die Fähigkeit besitzt, sich zu entfalten und weiterzuentwickeln.
Tory beabsichtigte mit seinem Werk, die lateinischen Lettern für den Buchdruck einzurichten und die gotische Fraktur durch den Antiquadruck abzulösen. Diese Betrachtungen verdeutlicht er durch geometrische Zeichnungen, welche auf den Proportionen des menschlichen Körpers beruhen.
Bereits die italienischen Humanisten Leon Battista Alberti und Albrecht Dürer sowie Leonardo da Vinci und Luca Pacioli (De divina proportione) entwickelten solche gedanklichen wie zeichnerischen Konstruktionen. Vor allem bei Albrecht Dürer zeigt sich die Einheit von Architektur und Geometrie, in dem er seine Zeichnungen konstruiert und somit die Geometrie als Sprache ansieht.
Torys Werk Champfleury ist ein wertvolles Zeugnis der Frührenaissance in Frankreich. Der vorherrschende Humanismus in dieser Zeit hatte das Bestreben, die lateinischen Buchstaben einzuführen und im Menschen das Maß aller Dinge zu sehen. Diese Betrachtungsweise spiegelt sich auch in den Lettern von Tory wider. Zudem lassen sich in seinem Werk sowohl antike, als auch italienische Einflüsse finden.
Antike Einflüsse in Torys Überlegungen stehen in Zusammenhang mit dem Canon de Polyclète von Vitruv, eine Abhandlung zur Architektur, in welcher er einen jungen Mann darstellt, der weder groß noch klein oder weder dick noch dünn ist und das Bild eines wohlgeformten Menschen schafft. Dieser zeichnet sich durch seine Anpassungsfähigkeit und Biegsamkeit aus.
Italienische Einflüsse werden durch die Erwähnung von Luca Pacioli, Leon Battista Alberti und Ludovico Vicentino deutlich. Ludovico Vicentino gilt als berühmtester Meister der Schrift seiner Zeit und ist als Drucker bekannt.
Neben der Entwicklung der Lettern fügt Tory Erklärungen der Buchstaben hinzu und erläutert nach Art der mittelalterlich scholastischen Exegese ihre wirkliche, allegorische, moralische und theologische Bedeutung.
Champfleury soll jedoch nicht nur drucktechnische Anweisungen liefern. Tory liebt seine Muttersprache, une des plus gracieuses de toutes les langues humaines (eine der anmutigsten aller menschlichen Sprachen) und verteidigt sie gegen die lateinische Verfremdung, indem er den korrekten Gebrauch des Französischen fordert. Diese Ermahnung greift auch du Bellay in seiner Deffence et illustration de la langue françoyse (1549) wieder auf. Tory verspottet, wie später Rabelais in der Gestalt des écolier limousin (des Studenten aus Limoges im Pantagruel), die Vorliebe der Franzosen, ihre Sprache zu latinisieren.
Unter anderem war es Torys Ziel, die Entwicklung von unterschiedlich großen antiken Lettern möglich zu machen (z. B. um sie für Simse eines Triumphbogens zu benutzen) und er befasste sich mit der Geschichte der dialektalen Geografie sowie der Chronologie gewisser phonetischer Veränderungen in Frankreich.
Des Weiteren gibt Geoffroy Tory in seinem Werk Anregungen zur Spezifizierung der französischen Orthographie, beispielsweise durch die Einführung von Akzenten, Apostroph und Cedille.
Dies begründet er vor allem damit, dass die französische Sprache keine orthographischen Zeichen besitzt und somit die Sprache keine Regeln hat, wie es sie im Hebräischen, Griechischen und Lateinischen gibt. 1531 führt Tory die Cedille ein und perfektioniert in der vierten Ausgabe von L’Adolescence Clementine von Clément Marot das System der Hilfszeichen, welches Apostrophe einschließt. Auch in dem Werk Deffence et illustration de la langue françoyse von Joachim du Bellay lassen sich identische Ideen zur Orthographie erkennen.

### Inhalt
Geoffroy Tory unterteilt sein Werk in drei Bücher und einen Anhang.
Im ersten Buch spricht Tory von dem Wunsch, seine Landsleute mit den antiken Lettern vertraut zu machen. Unter diesem Gesichtspunkt denkt er nicht nur über eine Bildung als moralische Verpflichtung gegenüber den zukünftigen Generationen nach, sondern fragt sich zudem, ob Champfleury auf Latein oder Französisch geschrieben werden sollte. Weiterhin führt Tory im ersten Buch die Notwendigkeit grammatischer Regeln an und gibt am Ende seiner Überlegungen einen Entwurf über die Geschichte der Schrift.
Tory beschäftigt sich im zweiten Buch mit der Entwicklung von Theorien über das Alphabet. Dabei gibt es für seine Überlegungen zwei Ansätze: einerseits entwickelt er ein System zur Konstruktion von Buchstaben nach den Proportionen des menschlichen Körpers und andererseits bezieht er dieses gleichzeitig auf einen mythologischen Inhalt.
Die Buchstaben konstruiert Geoffroy Tory geometrisch und gibt ihnen eine symbolische Interpretation. Der Anfangspunkt seiner Konstruktion der römischen Großbuchstaben sind dabei die Buchstaben I und O. Der Buchstabe I steht für eine Gerade, der Buchstabe O für einen Kreis. Diese bilden die Basis für andere Buchstaben, welche sich mit Hilfe von Geraden und Kreissegmenten konstruieren lassen.
Das Bezugssystem für die Lettern ist ein Quadrat, in welches die Buchstaben geschrieben werden und welches in kleinste Einheiten unterteilt ist. Horizontale und vertikale Linien sowie Diagonalen und der Kreis im Innern des Quadrates sind weitere Elemente der Konstruktion.
Die Beziehung der Buchstaben zu den Proportionen des menschlichen Körpers stellt Geoffroy Tory mit Hilfe der Messung von I und O her.
Die Messungen der Schrift (anhand der Proportionen des Körpers) wendet er auf einen mythologischen Inhalt an. Apollo und seine Musen bilden dabei das grundlegende Schema für die Betrachtungen.
Im dritten Buch von Champfleury zitiert Tory Erkenntnisse römischer Grammatiker, vor allem Priscian, welche sich mit den Buchstaben und ihrer Benutzung auseinandersetzten. Es erfolgen jedoch auch eigene, persönliche linguistische Betrachtungen von Tory, welche sich auf die französischen Dialekte und ihre phonetischen Besonderheiten beziehen (e final, s final). Zusätzlich kommentiert und interpretiert er die verschiedenen Aussprachemöglichkeiten des Lateinischen in den verschiedenen Ländern.
Der Anhang von Champfleury setzt sich mit den Hauptschriften, wie zum Beispiel dem Hebräischen, dem Griechischen, dem Lateinischen oder dem Französischen, auseinander und liefert hierzu Erklärungen. Weiterhin fügt er seinen Zeichnungen bestimmte Nummern des Alphabets hinzu und klassifiziert die verschiedenen Schriftarten: hierbei nennt er die „Lettre de Forme“, „Lettre Bastarde“, „Lettres Tourneures“ und die „Lettres Fantasique, Lettres Fleuries“. Die „Lettre de Forme“ und „Lettre Bastarde“ bezeichnet Tory als gotische Schriftarten, welche er durch den Antiquadruck ablöste.